# Burgh by Sands
Koordinaten: 54° 55′ N, 3° 4′ W
Burgh by Sands [bɹʌf] ⓘ ist eine Gemeinde in der Unitary Authority Cumberland im Nordwesten Englands. Sie liegt in der Nähe des Solway Firth. Die Gemeinde besteht aus den Ortschaften Burgh by Sands, Longburgh, Dykesfield, Boulstead Hill, Moorhouse und Thurstonfield.
Im Jahr 2011 hatte Burgh by Sands 1176 Einwohner.

## Geschichte
Der Hadrianswall verläuft durch den Ort, hier befand sich damals ein römisches Kastell, Aballava. Der englische König Eduard I. starb am 7. Juli 1307 auf den Marschen von Burgh auf seinem letzten Feldzug gegen die Schotten und wurde in der aus dem 12. Jahrhundert stammenden Kirche bestattet, bis er in die Westminster Abbey überführt wurde.

## Etymologie
Eine der frühsten Erwähnungen des heutigen Ortsnamens findet sich im Jahr 1180 mit der Angabe „Burch“. Dabei handelt es sich um eine Variante des altenglischen burh, was eine angelsächsische Festung bzw. befestigten Ort beschreibt (verwandt mit deutsch Burg). Für 1292 ist bereits „Burg en le Sandes“ überliefert. Der Zusatz verweist auf die Lage einer burh in den Sanddünen der Solway-Mündung.
Burgh ist „zweifellos so benannt nach dem Burh oder Fort an Hadrians Mauer, das hier endete.“

## St. Michael-Kirche
Die Kirche St. Michael wurde aus Stein der römischen Mauer an der Stelle einer normannischen Kirche errichtet. Sie hat einen breiten Turm mit einem Sockel aus der Mitte des 14. Jahrhunderts, der Rest ist, abgesehen von den Ostfenstern aus dem 18. Jahrhundert, Early English. Der Turm, der nur von der Kirche aus zu erreichen ist, diente der Verteidigung, das Erdgeschoss ist mit einem Tunnelgewölbe versehen. Die Spitze des Turms stammt wahrscheinlich aus dem 18. Jahrhundert.

## Regierung
Die Gemeinde liegt im Wahlbezirk von Burgh, dieser erstreckt sich über die Grenzen von Burgh by Sands, bei der Volkszählung von 2011 wurde die Gesamtbevölkerung mit 2.117 Einwohnern erfasst.

## Infrastruktur
Früher hatte Burgh-by-Sands einen Bahnhof der North British Railway.
Die öffentlichen Verkehrsmittel bestehen aus einer Busverbindung nach Carlisle. Derzeit (Stand Juli 2022) wird sie sechsmal täglich von Stagecoach betrieben.